# Elima

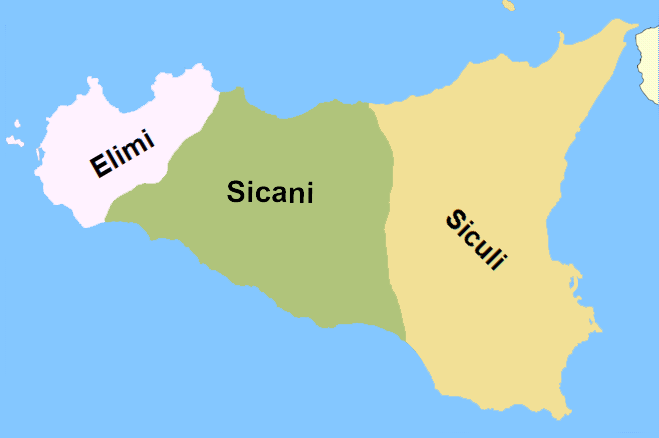
Distribuzione delle antiche popolazioni indigene della Sicilia

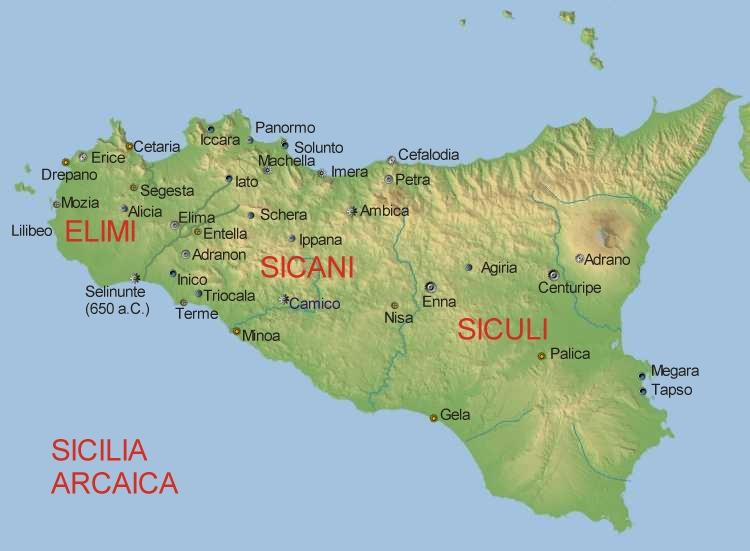
Città principali della Sicilia occidentale arcaica, elimi e sicani

Dionigi di Alicarnasso riporta che Enea giunto in Sicilia, incontratosi con Aceste e Elimo,  dimostrò loro la sua amicizia col fondare per essi le città di Segesta e di Elima.

## Dibattito sulla sua origine e collocazione
Taluni hanno voluto intendere per Elima la città di Erice. 
Dionisio riconferma il nome della città di Elima ben due volte: la prima quando afferma che Enea la fondò in onore di Elimo, e successivamente quando afferma che in cima eresse un tempio a Afrodite.
Secondo Gabriella Vanotti la spiegazione risiederebbe sul fatto che si parla di un altare a Afrodite Aineias posto sul punto più alto della città, e a Erice il tempio si trova proprio in cima al monte San Giuliano.
Ma Dionisio parla pure di un tempio eretto da Erice a Segesta, di cui, afferma con un certo sgomento lo stesso autore, non esiste traccia.
Peraltro anche gli storici antichi menzionano, ora una, ora un'altra città, alimentando dubbi e perplessità:
- Tucidide[3] riporta che gli Elimi  giunsero in Sicilia e i loro centri urbani furono noti come Erice e Segesta.
- Tetze[4] nei suoi scoli a Licofrone parla di tre città: Egesta, Erice e Stylla.
- Servio Danielino[5] cita Entella, Egesta e Asca.
- Strabone[6], con riferimento ad Enea, riferisce che l'eroe si sarebbe fermato nella Macedonia, avrebbe soggiornato presso gli Arcadi, e infine sarebbe arrivato col troiano Elimo in Sicilia, dove avrebbe fondato Erice e Lilibeo e dato il nome di Scamandro e di Simoenta a due fiumi nelle vicinanze di Segesta.

Ciascun storico antico fa riferimento a nomi diversi, alimentando una grande confusione, al punto che prima degli scavi presso la città di Entella si riteneva che neppure questa città fosse mai esistita; sulla stessa linea diversi storici hanno voluto in maniera del tutto arbitraria identificare la città di Elima con Erice, ritenendo pertanto che una città di nome Elima non sia mai esistita.

Ma in ordine alla presunta collocazione di un tempio a Afrodite che giustificherebbe l'identificazione di Elima con Erice va ricordato che l'Afrodite di Erice fu detta Ericina in tutte le fonti e mai Aineias.

Dionigi d'Alicarnasso è consapevole che la città di Erice preesiste all'arrivo di Enea e ancor prima all'arrivo di Elimo ed Aceste, per cui non ha alcun motivo di ritenere che Enea venga in Sicilia a fondare Erice.
Se le fonti attestano dell'arrivo di un Elimo, di nobili discendenze, al punto tale che il popolo da lui prese il nome, si deve ritenere che allo stesso modo di come Segesta prese nome dall'eponimo Aceste, debba essere esistita una città Elima dall'eponimo Elimo.

## Collocazione geografica
Nel 1956, l'Aloisio pone la costruzione della città sul monte Castellazzo di Poggioreale, afferma che non si trattò di una città grande e importante quanto Segesta, destinata a diventare il centro politico degli Elimi, ma che ebbe una connotazione di fortilizio, posta in una posizione strategica a controllo della via del Crimiso destro, a suo tempo un fiume navigabile, che da Selinunte conduceva al punto di confluenza, in uno snodo cruciale per raggiungere Agrigento-Siracusa, passando da Camico, o per raggiungere la città di Schera (Corleone) e Makella (Marineo) e da lì seguendo il corso dell'Eleuterio il mare dei Tirreni e Himera.
Elima era posta sul monte che controlla il ramo destro del Belice, come Entella era posta sul sinistro. Dalla cima della Rocca di Entella si scorge il corso del fiume Belice fino alle pendici di Partanna, dal monte Castellazzo la vista spazia fino al mare dei Tirreni a Nord, e al mare Libico a Sud.  Da ciascuna cima dei due monti si scorge l'altra, tale da permettere un sistema di comunicazione visivo antico quanto efficace.
Secondo invece un'ipotesi di Vittorio Giustolisi (1985) la città di Elima sarebbe da identificarsi con l'antico abitato sul Monte Bonifato (del quale rimangono soltanto le rovine), nelle vicinanze dell'odierna città di Alcamo.

## Scavi archeologici sul Monte Castellazzo di Poggioreale
(Mons. Vincenzo Di Giovanni, Nuove Effemeridi Siciliane, V III p.169)
(Can. F. Aloisio, Storia di Poggioreale - 1956)

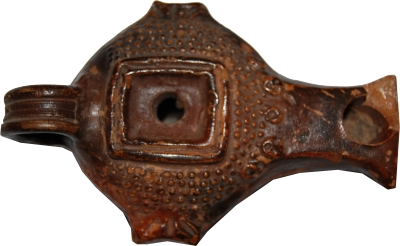
Lampada votiva della Sicilia Arcaica.
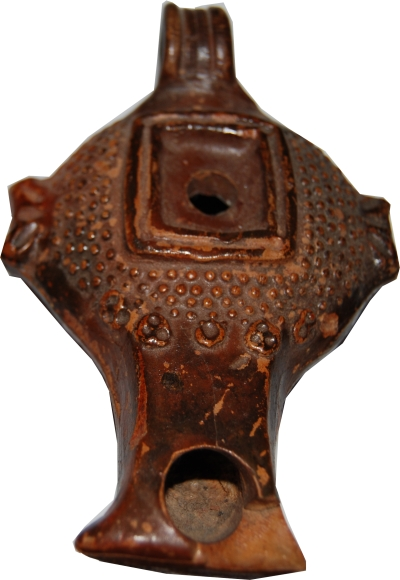
Fronte lampada in Ceramica Impressa.
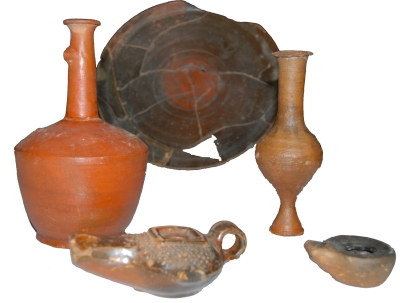
Corredo funebre del territorio di Poggioreale, periodo Elimo.